# David Jenkins (patinador)
David Wilkinson Jenkins (Akron, Ohio, 29 de junho de 1936) é um ex-patinador artístico norte-americano. Ele foi campeão olímpico em 1960 e conquistou uma medalha de bronze em 1956, e tricampeão mundial (1957-1959).
Ele é irmão do também campeão olímpico Hayes Alan Jenkins.

## Principais resultados
| Resultados                                            | Resultados       | Resultados        | Resultados        | Resultados      | Resultados      | Resultados      | Resultados      | Resultados    | Resultados    | Resultados    | Resultados    | Resultados    |
| Internacional                                         | Internacional    | Internacional     | Internacional     | Internacional   | Internacional   | Internacional   | Internacional   | Internacional | Internacional | Internacional | Internacional | Internacional |
| Evento/Temporada                                      | 1953– 1954       | 1954– 1955        | 1955– 1956        | 1956– 1957      | 1957– 1958      | 1958– 1959      | 1959– 1960      |               |               |               |               |               |
| ----------------------------------------------------- | ---------------- | ----------------- | ----------------- | --------------- | --------------- | --------------- | --------------- | ------------- | ------------- | ------------- | ------------- | ------------- |
| Jogos Olímpicos                                       |                  |                   | Medalha de bronze |                 |                 |                 | Medalha de ouro |               |               |               |               |               |
| Campeonato Mundial                                    | 4.º              | Medalha de bronze | Medalha de bronze | Medalha de ouro | Medalha de ouro | Medalha de ouro |                 |               |               |               |               |               |
| Campeonato Norte-Americano                            |                  | Medalha de prata  |                   | Medalha de ouro |                 |                 |                 |               |               |               |               |               |
| Nacional                                              |                  |                   |                   |                 |                 |                 |                 |               |               |               |               |               |
| Campeonato dos Estados Unidos                         | Medalha de prata | Medalha de prata  | Medalha de bronze | Medalha de ouro | Medalha de ouro | Medalha de ouro | Medalha de ouro |               |               |               |               |               |
|                                                       |                  |                   |                   |                 |                 |                 |                 |               |               |               |               |               |
| Legenda: Competição não foi disputada nesta temporada |                  |                   |                   |                 |                 |                 |                 |               |               |               |               |               |